# Jason Scott Lee
Jason Scott Lee (ur. 19 listopada 1966 w Los Angeles) – amerykański aktor filmowy, głosowy i telewizyjny pochodzenia hawajskiego i chińskiego.

## Życiorys

### Wczesne lata
Urodził się w Los Angeles jako syn Sylvii Lee i Roberta Lee, kierowcy autobusu. Wychował się na Hawajach od drugiego roku życia. Zainteresował się teatrem, gdy rozpoczął naukę w szkole średniej Pearl City High School i rozwijał jeszcze bardziej swoją pasję, gdy zapisał się do Fullerton College, gdzie studiował pod kierunkiem Sal Romeo.

### Kariera
Jego pierwszą rolą był jeden z „What's Happening Boys” w komedii Cheecha Marina Urodzony w Los Angeles (Born in East L.A., 1987) u boku Daniela Sterna i Jana-Michaela Vincenta. Potem pojawił się jako Whitey w filmie fantastycznonaukowym Roberta Zemeckisa Powrót do przyszłości II (Back to the Future Part II, 1989) z Michaelem J. Foxem. W 1993 roku, po zakończeniu zdjęć do ról filmowych, został ostatecznie wybrany do tytułowej roli słynnego aktora i mistrza sztuk walki Bruce’a Lee w filmie biograficznym Roba Cohena Smok. Historia Bruce’a Lee (Dragon: The Bruce Lee Story), który był punktem kulminacyjnym jego kariery.
Zagrał Avika w dramacie australijskim Mapa ludzkiego serca (Map of the Human Heart, 1993) z Anne Parillaud, Johnem Cusackiem i Patrickiem Berginem, Noro w dramacie Kevina Reynoldsa Rapa Nui (1994) oraz chłopca o imieniu Mowgli w ekranizacji powieści Rudyarda Kiplinga Księga dżungli (The Jungle Book, 1994) w reżyserii Stephena Sommersa. Występował też gościnnie w serialach, w tym NBC Matlock (1986) jako Le Tran, Baśnie tysiąca i jednej nocy (Arabian Nights, 2000) jako Aladyn czy Hawaii Five-0 (2010–2013) jako detektyw Kaleo.
W 2000 roku grał postać Króla Syjamu na londyńskiej scenie Palladium Theatre w musicalu Oscara Hammersteina II Król i ja (The King and I). Wystąpił też w spektaklach: Balm w Gilead Lanforda Wilsona i Marat/Sade we Friends and Artists Theatre Ensemble w Los Angeles.

## Filmografia
- Powrót do przyszłości II (Back to the Future Part II, 1989) jako Whitey
- The Lookalike (1990) jako John Charlie Chan
- Vestige of Honor (1990) jako Ha-Kuhn
- American Eyes (1991) jako John
- Ghoulies w koledżu (Ghoulies III: Ghoulies Go to College 1991) jako Kyle
- Smok. Historia Bruce’a Lee (Dragon: The Bruce Lee Story, 1993) jako Bruce Lee
- Mapa ludzkiego serca (Map of the Human Heart, 1993) jako Avik
- Księga dżungli (The Jungle Book, 1994) jako Mowgli
- Rapa Nui (1994) jako Noro
- Mordercza hipnoza (Murder in Mind, 1997) jako Holloway
- Opowieść o mumii (Tale of the Mummy (1998) jako Riley
- Żołnierz przyszłości (Soldier, 1998) jako Caine 607
- Baśnie tysiąca i jednej nocy (Arabian nights, 2000) jako Aladyn
- Strażnik czasu II: Decyzja (Timecop: The Berlin Decision, 2003) jako Ryan Chan
- Dracula II: Odrodzenie (Dracula II: Ascension, 2003) jako Uffizi
- Lilo i Stich (Lilo & Stitch: The Series, 2003) jako David Kawena (głos)
- Nomad (2005)
- Dracula III: Dziedzictwo (Dracula III: Legacy, 2005) jako Father Uffizi
- Armia Boga: Zapomnienie (The Prophecy: Forsaken, 2005) jako Dylan
- Lilo i Stich 2: Mały feler Sticha (Lilo & Stitch 2: Stitch Has a Glitch, 2005) jako David Kawena (głos)
- Only the Brave (2005) jako Glenn „Tak” Takase
- Balls of Fury (2007) jako Siu-Foo
- Dance of the Dragon (2008) jako Cheng
- Siódmy syn (2014) jako Urag
- Przyczajony tygrys, ukryty smok: Miecz przeznaczenia (Crouching Tiger, Hidden Dragon: Sword of Destiny, 2016) jako Hades Dai